# Boris Sket
Boris Sket, slovenski biolog in akademik, * 30. julij 1936, Ljubljana, † 7. maj 2023.
Sket je leta 1958 diplomiral, leta 1961 pa doktoriral na takratni Prirodoslovno-matematični fakulteti s področja zoologije nevretenčarjev. Leta 1959 je postal asistent na Naravoslovni fakulteti (naslednici PMF), od leta 1965 na Biotehniški fakulteti, sprva kot asistent in habilitirani docent, od 1969 kot docent, od 1974 kot izredni in od 1979 do 2005/6? kot redni profesor.  
Znanstveno se je ukvarjal predvsem s speleobiologijo, biogeografijo, evolucijo ter sistematiko nevretenčarjev. V letih 1985–87 je bil dekan Biotehniške fakultete v Ljubljani, pa tudi 37. rektor Univerze v Ljubljani (1989–91). Na Oddelku za biologijo Biotehniške fakultete v Ljubljani je predaval predmete Zoologija nevretenčarjev, Evolucija in Speleobiologija, od leta 2005/6, ko je prepustil predavanja iz zoologije mlajšemu kolegu, se je prekvalificiral v raziskovalca - znanstvenega svetnika.   
Poleg znanstvenih razprav je pisal tudi poljudne članke ter – na znanstveni ali poljudni ravni – predaval o različnih temah, zlasti o speleobioloških in evolucijskih. Kot sourednik ali svetovalec ter avtor številnih člankov je sodeloval pri enciklopedičnih delih (npr. Encyclopedia of Caves and Karst Sciences in Živalstvo Slovenije). Je član uredniških odborov domačih in tujih revij, med drugim tudi področni sourednik pri »megareviji« Zootaxa. Bil je tudi predsednik Jamarske zveze Slovenije in predsednik International Society for Subterranean Biology ter nacionalni koordinator za področje biologije RS in vodja programske skupine za zoološke in speleobiološke raziskave (1998–2014).   
Razložil je biogeografski vzorec dinarske podzemeljske favne – na novo jo je regionaliziral in ugotovil, da se areali vrst ne ujemajo s sodobnimi povodji, temveč verjetno sledijo predkraškim površinskim. Ob raziskovanju obalnih jam ob Jadranu je dal prve podatke o posebnostih v ekologiji somornih podzemeljskih voda, ki so jih pozneje potrdili zlasti z raziskavami v tropih. Raziskoval je območje zahodnega Balkana, pa tudi na Kreti, Cipru, Bermudih, Floridi, Šrilanki, na Kitajskem in v Keniji. V manjši meri se je posvečal raziskavam starih (»dolgoživih«) jezer, analizi primerov onesnaženja slovenskih voda in lagune El Bahira v Tuniziji; pripravljal je predloge za varstvo favne in narave na območjih dinarskega krasa.  
V zadnjih desetletjih je organiziral ustanovitev laboratorija za molekulske filogenetske analize, ob tem pa tudi manjše raziskovalne skupine, ki se posveča predvsem razreševanju filogenetskih in filogeografskih problemov na dinarskem krasu (na površju in v podzemlju) in analizi biodiverzitete, zlasti podzemeljske; ugotovil je, da je dinarski kras v tem pogledu svetovna »vroča točka«. To je podprla tudi raziskava v okviru projekta PASCALIS, v katerem je vsa skupina sodelovala z raziskovalci iz petih evropskih držav.
Opisal je več kot sto za znanost novih vrst in nekaj rodov, zlasti rakov in pijavk, med drugim jamskega trdoživa (z Janezom Matjašičem) in podvrsto črnega močerila Proteus anguinus parkelj (z J. W. Arntzenom). Večidel so dinarske, a nemalo jih je z odprav na kras tropskih dežel. Med pomembnejšimi so opisi edinih troglobiotskih predstavnikov spužev in ožigalkarjev, pa novih družin rakcev Atlantasellidae in Brasileirinidae. Po njem so poimenovali okoli 40 živalskih vrst in tri rodove, pa tudi Borisov rov v Najdeni jami, ki ga je odkril leta 1964.

## Nagrade in priznanja
Dvakrat je dobil Prešernovo nagrado za študente, nato še nagrado Sklada Borisa Kidriča (1965), red dela s srebrnim vencem (1979), red republike s srebrnim vencem (1991), Zoisovo nagrado za vrhunske znanstvene dosežke (2003), plaketo z zlatim znakom za življenjsko delo Jamarske zveze Slovenije (2008), veliko nagrado Miroslava Zeia Nacionalnega inštituta za biologijo (2010); postal je častni član Speleološke zveze Jugoslavije (1988), dobil Jesenkovo priznanje Biotehniške fakultete (1995) ter zlato značko Jamarske zveze Slovenije. 
Leta 2011 je bil izvoljen za izrednega člana Slovenske akademije znanosti in umetnosti (SAZU), 2017 za njenega rednega člana v razredu za naravoslovne vede. Od 1997 je bil častni senator Univerze v Ljubljani ter od 2009 tudi tuji član Akademije nauka i umjetnosti BiH (ANU BiH). 

## Poljudna dela
- Ključi za določanje živali, 1967, 1968;
- Življenje v kraškem podzemlju, Mladinska knjiga (zbirka Pelikan), Ljubljana, 1979, 33 str.;
- Naše sladkovodne ribe (soavtorica Meta Povž), 1990;
- Živalstvo Slovenije (sourednika Matija Gogala, Valerija Kuštor), Tehniška založba Slovenije, 2003, 664 str.
- Iskanje izvora : evolucija in pregled živega sveta za gimnazije (2013)